# Stufatu
Lo Stufatu è un piatto tipico della Corsica.
Si tratta di uno sformato di lasagne con prosciutto affumicato, carne di maiale e di manzo a cubetti aromatizzato con vino rosso e parmigiano, cipolla, aglio e passata di pomodoro. E un tipo di stufato di carne.